# مدماك (عمارة)

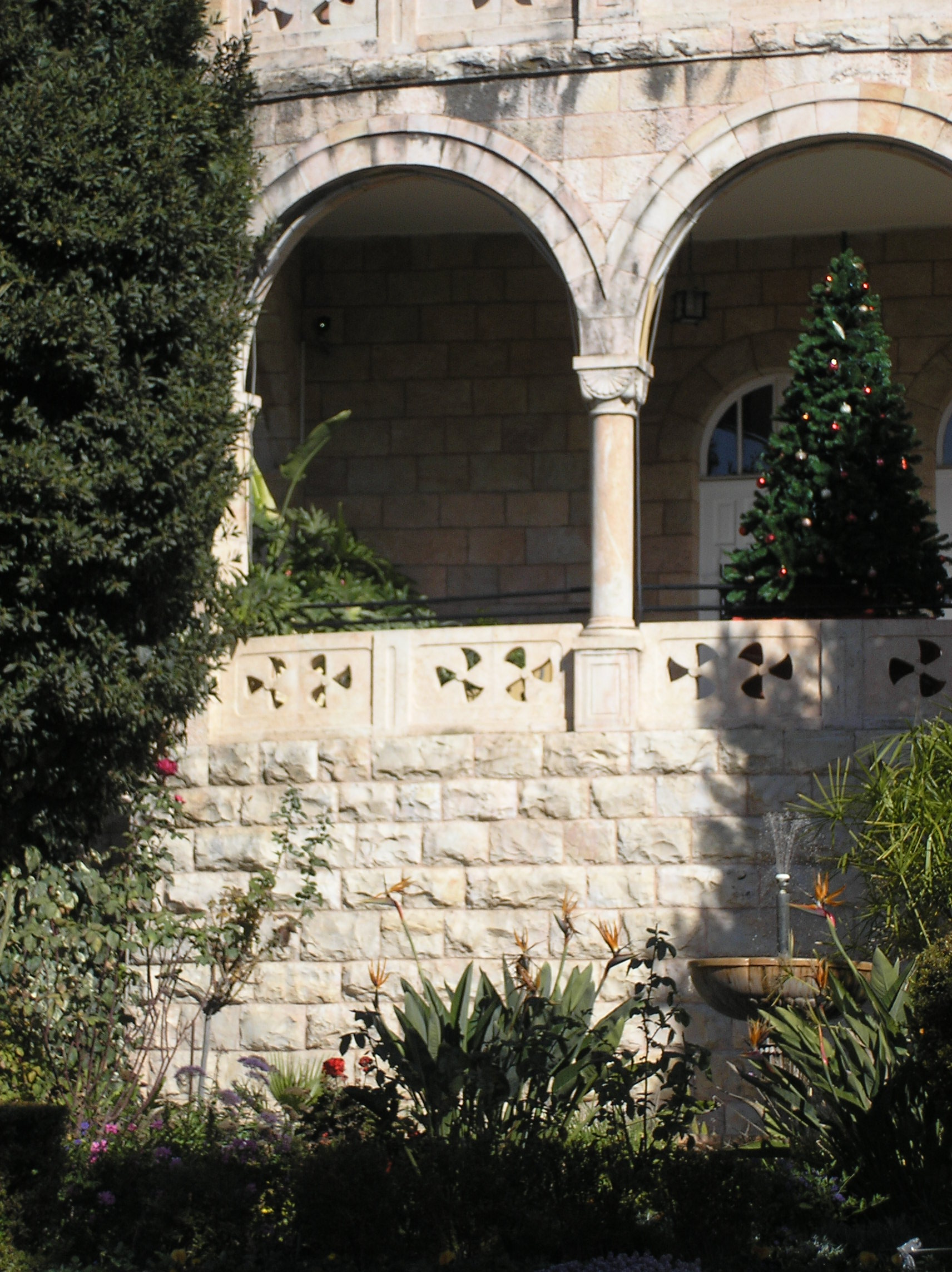
واجهة منزل في القدس مبنية من حجر القدس الجيري، حيث تظهر المداميك الممتدة أفقيًا.

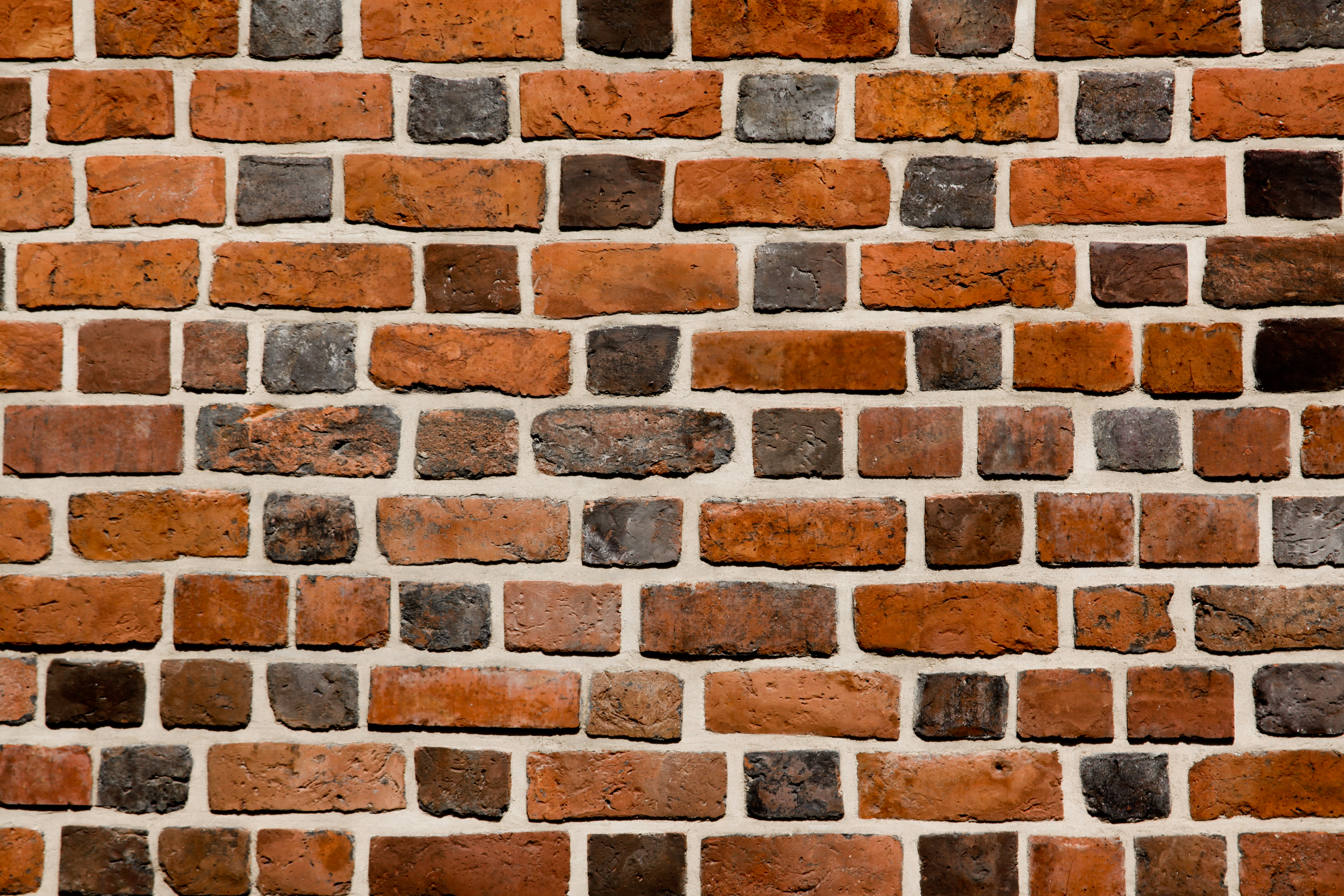
مداميك من الطوب الأحمر.

المِدمَاك أو العَرقَة هو صف أفقي متواصل من أي وحدة مُستخدمة في بناء أو تصفيح واجهات المباني أو جدرانها الداخليّة مثل الطوب أو الحجر أو البلاط أو البلوك الاسمنتي أو غيرها، وهو محصور بين طبقتين من المونة أو الملاط. يساوي ارتفاع المدماك ارتفاع الطوب أو حجر البناء، أي ارتفاع الطبقة الأفقيّة الواحدة.
يمكن أن يكون المدماك منتظمًا، كما يمكن أن يكون عشوائيًا، حيث أن البناء المبني من الأنقاض يعتمد على استخدام الوحدات ذات الحجم العشوائي غير المقطوع بانتظام في بناء المداميك بحيث تكون هذه المناطق مليئة بالملاط أو الأحجار الصغيرة.
يَجري البناء بالحجر أو البلاط أفقيًا بعد ضبط الأفقيّة والشاقوليّة للمدماك، حيث يُبدأ من الزوايا وسلاح الفتحات وتُغلق لما بينهما لكل مدماك أو صف. وتتوالى العمليّة في المداميك مع ضمان التشريك. كما توجد عدة طرق لرص الطوب أو الحجر ضمن المداميك: منها الربط السائد، الربط الإنجليزي، الربط الأمريكي، الربط الفلمنكي.

## وصلات خارجية
- استلام أعمال المشاريع، الإدارة العامة للمشاريع - جامعة الملك عبد العزيز